# Pascual de Aragón-Córdoba-Cardona y Fernández de Córdoba
Pascual de Aragón-Córdoba-Cardona y Fernández de Córdoba (ur. w 1626 w Mataró, zm. 28 września 1677 w Madrycie) – hiszpański kardynał.

## Życiorys
Urodził się w 1626 roku Mataró, jako syn Enrique de Aragón-Códoba-Cardona y Enríquez de Cabrery i Cataliny Fernández de Córdoba y Figueroy (jego bratem był Antonio de Aragón-Córdoba-Cardona y Fernández de Córdoba). Studiował na Uniwersytecie w Salamance, gdzie później pełnił funkcję rektora. Był archidiakonem w Kordobie, członkiem zakonu Alcántara i wykładowcą w Toledo. W 1655 roku przyjął święcenia kapłańskie. 5 kwietnia 1660 roku został kreowany kardynałem prezbiterem i otrzymał kościół tytularny Santa Balbina. Rok później został ambasadorem Hiszpanii przy Stolicy Piotrowej. Interweniował jako mediator w konflikcie pomiędzy Francją a papieżem, dotyczącym incydentu z Gwardią Korsykańską. W latach 1664–1666 był wicekrólem Neapolu. 1 lutego 1666 roku został wybrany arcybiskupem Toledo, a 28 lutego przyjął sakrę. Pełnił rolę doradcy królewskiego, a przez pewien czas zasiadał także w Radzie Regencyjnej. Zmarł 28 września 1677 roku w Madrycie.